# Грихново (Дєдовицький район)
Грихново (рос. Грихново) — присілок в Дєдовицькому районі Псковської області Російської Федерації.
Населення становить 11 осіб. Входить до складу муніципального утворення В'язєвська волость.

## Історія
Від 2015 року входить до складу муніципального утворення В'язєвська волость.

## Населення
| 2001 | 2002 | 2010 |
| ---- | ---- | ---- |
| 17   | ↗22  | ↘11  |